# Міндовг
Міндо́вг (лит. Mindaugas; бл. 1203 — 1263) — князь і перший король Литви (1253—1263). Родоначальник династії Міндовговичів. Засновник Литовської держави. Уперше згадується в Іпатіївському літопису під 1219, коли він разом зі своїм старшим братом Довспрунгом контролював території на південному сході сучасної Литви, які входили до складу конфедерації литовських земель. Підкорив собі всіх литовців, став великим князем (бл. 1240). Об'єднав Аукштайтію (східна Литва), Жемайтію (Жмудь; західна Литва) та Чорну Русь (західна Білорусь). Певний час мав за столицю Новгородок. Після навернення до католицтва (1251) коронований папою Інокентієм IV, але був змушений зріктися частини Жемайтії на користь Лівонського ордену. Деякий час був союзником руського короля Данила: передав Новгородок його синові Роману, а свою доньку видав у шлюб з іншим сином — Шварном. Після розгрому хрестоносців поблизу озера Дубре (1260) підтримав повсталих жемайтів, фактично зрікся християнства. Загинув разом із двома синами внаслідок конфлікту з родовою верхівкою на чолі з князем Довмонтом.

## Імена
- Міндовг, або Мендовг (біл. Міндоўг) — ім'я із літописів руських.
- Мендог (пол. Mendog) — ім'я із польських джерел.
- Міндов (лат. Myndowe, Mindowe) — ім'я із тогочасних латинських документів.
- Міндаугас (лит. Mindaugas) — литовський сучасний варіант ім'ені.

## Життєпис

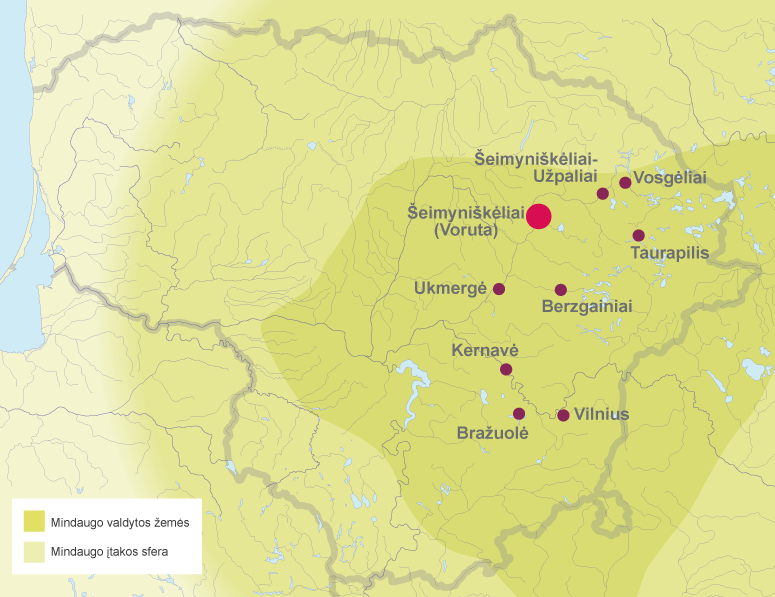
Стратегічні замки Міндовга, 1248

Вперше згаданий в Іпатіївському літописі 1219 р. серед литовських князів, котрі уклали договір з Романовичами.

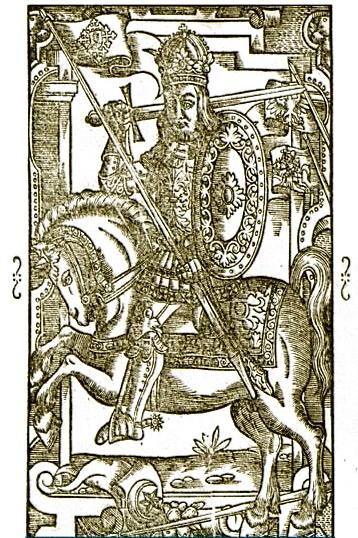
Уявний образ Міндовга в праці Алесандро Гваньїні «Опис європейської Сарматії» (1578)

Упродовж 1230-1240-х об'єднав під своєю владою більшу частину литовських земель (Жемайтійську, Нальшанську, Делтувську й ін.). У боротьбі проти Лівонського ордену спирався на підтримку куршів, земгалів, лівів, естів.
У 1244 здійснив похід проти орденських військ у Курсу. У 1250 уклав з ним компромісну угоду.
У 1251 прийняв католицтво, 1253 — коронований папою Іннокентієм IV. В той самий час збирав сили для боротьби проти Ордену.
У 1250-1253 вів війну з галицьким князем Данилом Романовичем.
У 1251 вигнаний Міндовгом з Литви князь Товтивіл, який при підтримці Данила та свого дядька Вікінта провів невдалий похід проти Міндовга в Литву, взявши його в облогу в замку Ворута. Міндовг витримав облогу, вранці лицарські арбалетники завдали удару, який змусив Товтивіла зняти облогу і відступити в Жемайтію. Того ж року Міндовг провів у відповідь похід в Жемайтію і взяв в облогу місто Твиреметь — столицю Вікінта.
Після завершення воєнних дій, уклав з Данилом Галицьким мирний договір, за яким відпускав йому Чорну Русь з Новгородком. Уклав військовий союз з Галицько-Волинським князівством, спрямований проти монголо-татар, який близько 1253 року скріплено зарученням сина Данила Шварна з дочкою Міндовга. 
У 1255-1256 (за іншими даними, 1258) Міндовг, розірвавши союзницькі відносини з Данилом Галицьким, вів воєнні дії проти Галицько-Волинської держави і захопив Чорну Русь з містами Гродно, Вовковиськ, Слонім і Новгородок. У цій війні загинув князь Роман Данилович.
13 липня 1260 литовське військо, очолене Міндовгом I, розбило об'єднане військо Лівонського і Тевтонського орденів біля озера Дурбе. Міндовг зрікся католицтва. 1262 року уклав союз із Олександром I Невським, спрямований проти Лівонського ордену.
Був убитий разом з двома синами внаслідок змови литовських князів (М. Стрийковський називає однією з причин вбивства залицяння Міндовга до одруженої сестри померлої дружини).

## Печатка

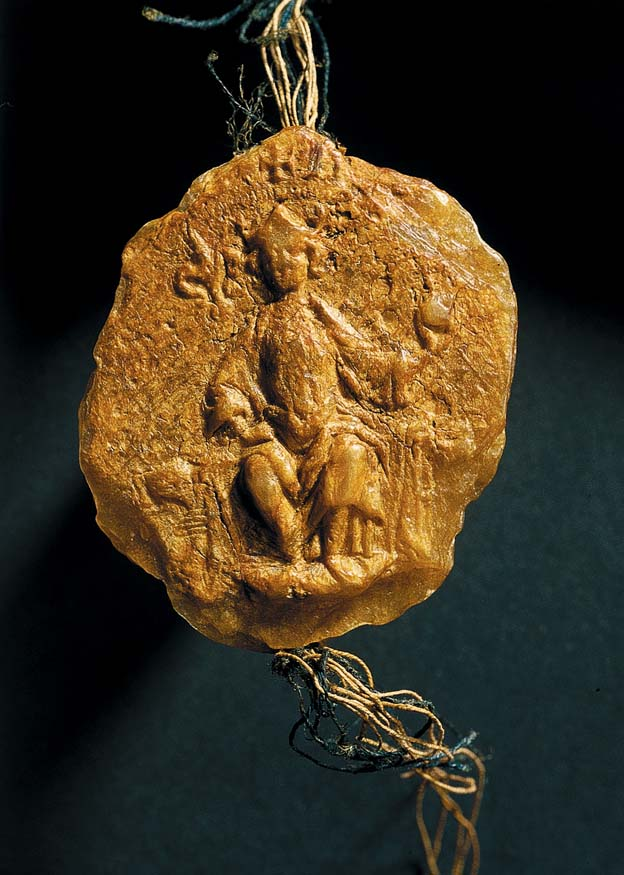
Так звана «печатка Міндовга» 1255.

Єдине відоме прижиттєве зображення Міндовга збереглося на печатці, підвішеній до договору між Міндовгом і Тевтонським орденом від жовтня 1255 року про передачі останньому Селон. При цьому печатка збереглася фрагментарно — легенда практично повністю відсутня, помітні лише хрест, що означає початок напису і елемент однієї букви, з однаковою ймовірністю читається як латинські M, D або SI. За деякими даними, договір, а значить і печатка, можуть бути підробкою Тевтонського ордена.
Детальний опис печатки було виконано папським легатом в травні 1393. Відповідно до опису, легенда друку свідчила «MYNDOUWE DEI GRA REX LITOWIE» («Міндове Божою милістю король Литви»), а сама вона була причеплена до документа білим і жовтим шнурком, в той час як на збереженому оригіналі шнурок білого і синього кольорів. Порожнє поле друку заповнене візерунком у вигляді готичної ромбоподібної ґратки. Литовський геральдист і сфрагіст Едвардас Римша вказує на те, що, цей декоративний елемент з'явився на європейських печатках тільки в XIV столітті. Таким чином, на думку дослідника, друк є підробкою, створеною щонайменше через півстоліття після укладення акту.

## Титул
- 1253: лат. Myndowe, Dei gracia rex Letthowie[6] (Міндовг, Божою милістю, король Литви)
- 1255: лат. Myndowe dei gracia Primus Rex Lettowie[7] (Міндовг, Божою милістю, перший король Литви)
- 1261, серпень: лат. Mindowe, Dei gratia rex Littowie[8] (Міндовг, Божою милістю, король Литви)

## Сім'я
- Батько: Рингольд
- Дружина: Морта
- Син: Войшелк
- Небіж: Тройнат

## Вшанування пам'яті
Вулиця Міндовга у містах Вільнюс, Тракай, Кедайняй, Паневежис.
Гора Міндовга (біл. Гара Міндоўга), пагорб у Новогрудку, Республіка Білорусь. Гора Міндовга розташована поблизу середньовічного городища, вздовж вулиці Мінської. У 1993 році на міському святі з нагоди 740-річчя коронації Міндовга біля підніжжя гори було встановлено пам'ятний знак (скульптор В. М. Лятун). У 2014 році біля гори було встановлено металеву скульптуру Міндовга висотою близько 2,5 м.